# Nina Poláková
Nina Poláková (* 21. März 1985 in Trnava) ist eine slowakische Balletttänzerin und Ballettdirektorin. Sie war bis 2005 Solotänzerin am Slowakischen Nationaltheater und anschließend von 2005 bis 2021 am Wiener Staatsballett, ab 2011 als Erste Solistin. 2021 übernahm sie die künstlerische Leitung, ab 2022 die gesamte Leitung des Balletts am Slowakischen Nationaltheater.

## Leben und Wirken
Nina Poláková absolvierte ihre Ausbildung am Eva-Jaczová-Tanzkonservatorium und wurde zudem vor Beendigung ihrer Ausbildung als Solistin am Ballett des Slowakischen Nationaltheaters engagiert. Dort war sie unter anderem in den Hauptrollen in La Bayadère, Giselle oder Schwanensee zu sehen. 2005 kam sie als Solistin an das Wiener Staatsballett und wurde 2011 unter Manuel Legris zur ersten Solistin ernannt. Dort blieb sie bis 2021 als Tänzerin und als Choreographin, ehe sie sich 2021 als Tatjana in Onegin vom Wiener Publikum verabschiedete. Sie wurde im selben Jahr Künstlerische Direktorin des Balletts des Slowakischen Nationaltheaters und übernahm dort 2022 die Rolle der Ballettdirektorin, womit sie Jozef Dolinský ablöste. Aus der Funktion wurde sie 2024 ohne öffentliche Begründung vorzeitig entlassen.
Beim Neujahrskonzert der Wiener Philharmoniker 2016 war sie zum Kaiserwalzer und der Polka Außer Rand und Band zu sehen. Im Jahr darauf war sie zum Walzer Hereinspaziert aus der Operette Der Schätzmeister von Carl Michael Ziehrer in einer Choreographie von Renato Zanella zu sehen.

## Repertoire als Tänzerin (Auswahl)
- Kitri in Don Quixote (Choreographie: Rudolf Nurejew)
- Odette/Odille in Schwanensee (Choreographie: Rudolf Nurejew)
- Titelrolle in Raymonda (Choreographie: Rudolf Nurejew)
- Titelrolle in Manon (Choreographie: Kenneth MacMillan)
- Baronesse Mary Vetsera in Mayerling (Choreographie: Kenneth MacMillan)
- Titelrolle in Giselle (Choreographie: Jelena Tschernischowa)
- Olga Spesivtseva in Giselle Rouge (Choreographie: Boris Eifmann)
- Titelrolle in Carmen (Choreographie: Davide Bombana)
- Titelrolle The Snowqueen (Choreographie: Michael Corder)
- Medora in Le Corsaire (Choreographie: Peter Wright)
- Prinzessin Maria in Der Nussknacker (Choreograph: Gyula Harangozó)
- Titelrolle in La Sylphide (Choreograph: Pierre Lacotte)
- Julia in Romeo und Julia (Choreographie: John Cranko)
- Olga in Onegin (Choreographie: John Cranko)
- Marguerite in Marguerite and Armand (Choreographie: Frederick Ashton)
- Romola Nijinsky und Armide in Le Pavillon d’Armide (Choreographie: John Neumeier)
- Solveig in Peer Gynt (Choreographie: Edward Clug)

## Auszeichnungen
- 2000: Internationaler Ballettwettbewerb Brünn
- 2004: Philip Morris Flower Award für die beste Tänzerin
- 2008: Förderpreis des Ballettclub der Wiener Staatsoper & Volksoper
- 2014: Medaille des Vorsitzenden des Kreises Trnava
- 2018: Goodwill Envoy des Slowakischen Außenministeriums
- 2020: Auszeichnung der Kulturministerin der Slowakischen Republik
- 2024: Pribina-Kreuz 1. Klasse[2]